# Rado (merk)

Logo

Rado is een producent van luxueuze uurwerken, gevestigd in Zwitserland. Het is vooral gekend van het onderzoek naar en vervaardigen van krasvrije uurwerken. Het is een onderdeel van de Swatch-groep en heeft zijn hoofdkwartier in Lengnau.

## Geschiedenis
Het bedrijf werd opgericht in 1917 als Schlup Co.. In 1957 werd de naam gewijzigd naar Rado. Onder deze naam werd in 1962 het eerste krasvrije uurwerk gemaakt, de Rado Diastar. In 1968 werd het bedrijf overgenomen door ASUAG.

## Afbeeldingen

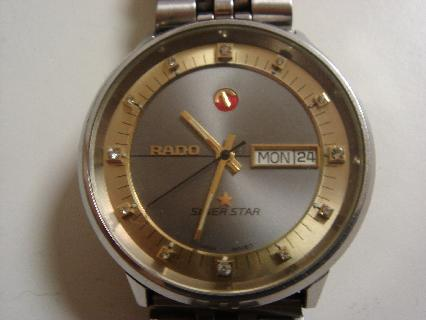
Silver Star van Rado
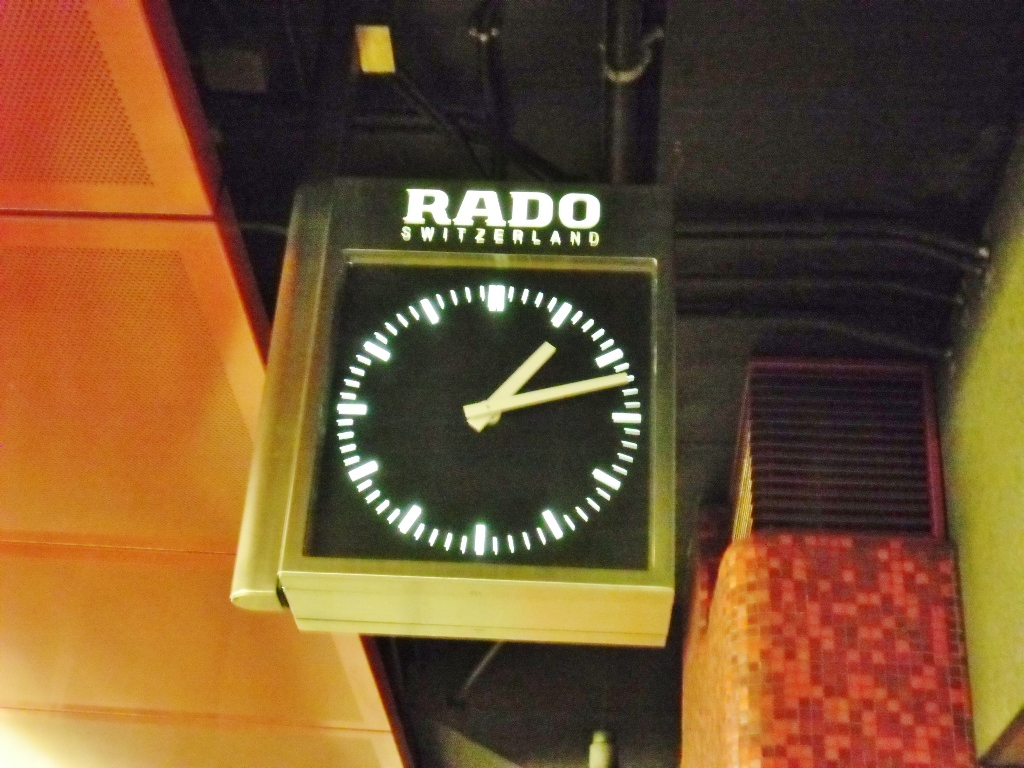
Stationsklok van Rado